# Nephodia coalitaria
Nephodia coalitaria là một loài bướm đêm trong họ Geometridae.